# Stellaria (botanica)
Stellaria L., 1753 è un genere di piante angiosperme dicotiledoni erbacee perenni dal tipico fiore a stella, appartenenti alla famiglia delle Cariofillacee.

## Etimologia
Il nome del genere (Stellaria) è di origine latina e fa riferimento alla forma stellata del fiore.

## Descrizione

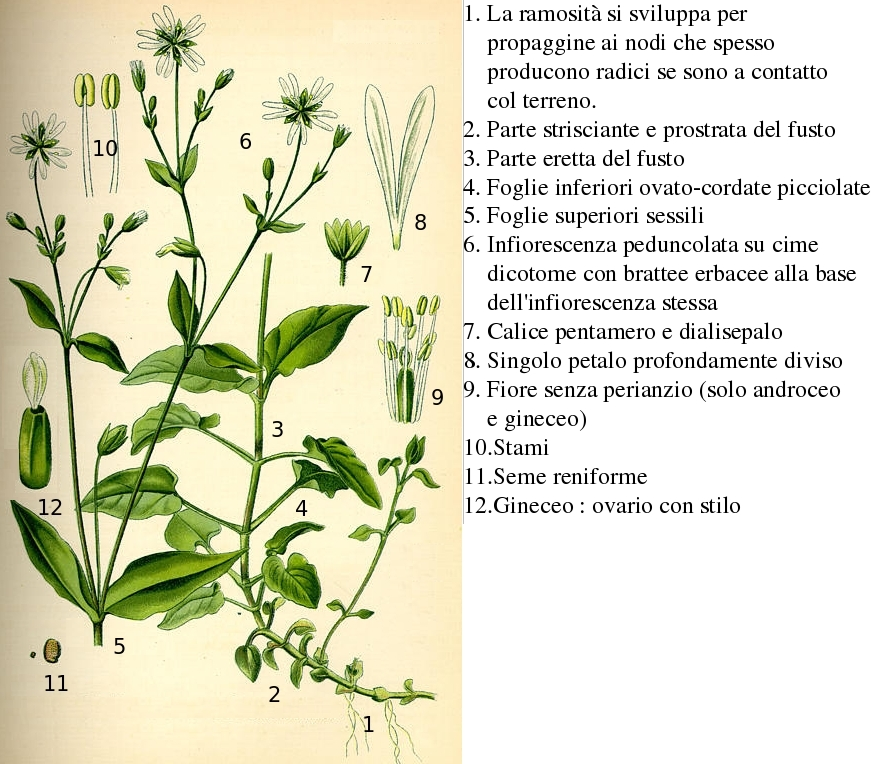
Tavola botanica di Stellaria nemorum

La forma biologica prevalente di questo genere è emicriptofita scaposa  (H scap): sono piante perennanti per mezzo di gemme situate sul terreno e con asse fiorale allungato e con poche foglie.

### Radici
Le radici sono  secondarie da rizoma.

### Fusto
I fusti sono prostrati – ascendenti o anche eretti, poco ramosi e non molto fogliosi; sono inoltre caratterizzati dall'avere nodi ben evidenti. La sezione è circolare o a volte tetragona.

### Foglie
Le foglie sono sempre a disposizione opposta, di forma più o meno lanceolata (sessili oppure picciolate) e intere.

### Infiorescenza
L'infiorescenza normalmente è unica per ogni peduncolo; ma una pianta può avere anche diverse decine di fiori. In altre specie si possono avere infiorescenze ascellari o a corimbo.

### Fiori
I fiori sono pentameri, pentaciclici (il fiore è composto da 5 verticilli: calice – corolla –  androceo biverticillato (= obdiplostemonia)  – gineceo), ermafroditi (in Stellaria dicranoides sono unisessuali), attinomorfi, dialipetali ed eteroclamidati con calice e corolla ben differenziati.
- Calice: i sepali sono 5 e liberi fra di loro e di forma lanceolata. Il colore prevalente è verde ma in alcune specie è viola o rosso.
- Corolla: i 5 petali sono più lunghi, o uguali o più corti dei sepali e sono divisi a volte fino alla base in modo che ad un esame superficiale sembra che il fiore abbia 10 petali; il colore della corolla è  normalmente bianco.
- Androceo: gli stami sono in numero variabile da 3 a 10.
- Gineceo: l'ovario è supero e sincarpico; gli stili sono 3.

### Frutti
Il frutto è una capsula di forma ovoidale – oblunga con apice acuto. Si apre tramite 6 valve.
I semi hanno nella maggior parte dei casi un colore bruno – rossastro scuro e sono subrotondi.

## Biologia
L'impollinazione è entomogama e avviene mediante ditteri.
Le larve di alcuni lepidotteri si cibano specificatamente delle piante del genere Stellaria, come ad esempio Coleophora coenosipennella e Coleophora solitariella.

## Distribuzione e habitat
Il genere ha una distribuzione cosmopolita.
In Italia sono presenti una decina di specie, diffuse su tutto il territorio, preferibilmente in zone umide e ombrose.

## Tassonomia
Il genere Stellaria comprende 170 specie di cui una decina appartenenti alla flora italiana.

La maggior parte delle specie  sono spontanee nelle zone boschive dove formano cuscinetti dai vivaci fiori. Ma sono anche specie infestanti che si sviluppano in modo rapidissimo con una ricca produzione di semi (ad esempio Stellaria media chiamata volgarmente “erba paperina” o “gallinella”).
I caratteri distintivi delle varie specie sono concentrati soprattutto sul rapporto dimensionale tra sepali e petali: i petali a seconda della specie possono essere più corti o uguali o più lunghi dei sepali. Altre distinzioni si possono trovare nella forma delle foglie (lanceolate strette o molto allargate fino ad ovali). Anche il numero degli stami (a volte) è distintivo per alcune specie.

### Specie della flora italiana
Per meglio comprendere ed individuare le varie specie del genere (solamente per le specie spontanee della nostra flora) l'elenco che segue utilizza in parte il sistema delle chiavi analitiche.
SEZIONE 1 : le foglie basali sono picciolate.
- Gruppo 2A : i fusti sono pelosi su tutta la superficie;

- Gruppo 3A : le foglie inferiori sono cuoriformi; i petali sono lunghi il doppio dei sepali;

Stellaria nemorum L. - Centocchio dei boschi : in Italia è la specie, di questo genere, più alta (raggiunge i 60 cm); i fiori sono in posizione ascellare e si piegano dopo la fioritura; i petali sono quasi completamente divisi e il fiore ha 10 stami. È presente in tutta l'Italia a quote alte (1000 – 2100 m s.l.m.).
- Gruppo 3B : le foglie inferiori hanno una base ottusa; i petali e i sepali sono lunghi uguali;

Stellaria cupaniana (Jordan & Fourr.) Nyman - Centocchio comune : presenta un fusto completamente pubescente su tutta la superficie. È una specie presente solo al sud.
- Gruppo 2B : i fusti sono glabri, oppure presentano una linea di peli sullo stesso lato, ma alternata ad ogni internodo;

- Gruppo 4A : il fusto è a sezione cilindrica e di consistenza compressibile; le brattee dell'infiorescenza sono erbacee;

- Gruppo 5A : i semi sono minori di 1,3 mm; i petali sono più piccoli dei sepali (a volte sono nulli); gli stami presenti sul fiore sono da 3 a 5;

- Gruppo 6A : i sepali sono più grandi di 3 mm e i petali sono ben visibili; i semi sono maggiori di 0,8 mm e di colore bruno – rossastro scuro;

Stellaria media subsp. media (L.) Vill. - Centocchio comune : i petali sono più brevi dei sepali. È comune in tutta l'Italia.
Stellaria media subsp. romana Bég. - Centocchio comune : i petali sono lunghi come i sepali; questi ultimi hanno la forma lanceolato – acuta. Questa sottospecie è stata rilevata solo nella zona di Roma.
- Gruppo 6B : i sepali sono minori di 3 mm e i petali sono molto brevi; i semi non raggiungono 0,8 mm e sono di colore giallo – brunastro chiaro;

Stellaria apetala Ucria - Centocchio senza petali : i petali sono assenti o eventualmente molto ridotti; gli stami sono da 1 a 3. Comune su tutto il territorio italiano.
- Gruppo 5B : i semi sono grandi fino a 1,7 mm; i petali sono più grandi (o uguali) dei sepali; gli stami presenti sul fiore sono 10;

Stellaria neglecta Weihe - Centocchio a fiori grandi : sia i sepali che i petali sono lunghi fino a 6,5 mm. Si trova su tutta la penisola (isole comprese).
- Gruppo 4B : il fusto è a sezione quadrangolare; le brattee dell'infiorescenza sono scariose;

Stellaria alsine Grimm - Centocchio dei rivi : il portamento del fusto è prostrato (non eretto), il fusto è inoltre liscio; i petali non superano i 2/3 dei sepali. Si trova a quote alte e non è molto comune.
SEZIONE 2 : tutte le foglie sono sessili.
- Gruppo 1A : i sepali sono lunghi da 5 a 9 mm; i petali sono lunghi 1,5 – 2 volte i sepali;

Stellaria palustris Retz. - Centocchio delle paludi : le brattee dell'infiorescenza sono membranacee; il fusto è glauco e tetragono; le foglie sono più lineari che lanceolate. Si trova solo al nord fino a 1500 m s.l.m..
- Gruppo 1B : i sepali sono lunghi da 2 a 5 mm; i petali sono minori (o uguali) dei sepali;

- Gruppo 2A : i petali sono quasi nulli (e comunque più piccoli dei sepali); le foglie hanno la forma ovale più o meno stretta;

Stellaria alsine Grimm - Centocchio dei rivi : (vedi gruppo 4B della Sezione 1)
- Gruppo 2B : i petali sono lunghi come i sepali; le foglie hanno una forma più lineare;

Stellaria longifolia L. - Centocchio a foglie lunghe : i sepali sono pubescenti; il fusto nella parte alta è scabro come le foglie sui margini. È stata rilevata a quote alte solo nel Trentino.
Stellaria graminea L. - Centocchio gramignola : i sepali sono glauchi; il fusto e le foglie sono lisci. Si trova al centro – nord dai 1000 ai 2000 m s.l.m..

## Usi

### Farmacia
Alcune specie (Stellaria media) contengono saponine ed una elevata concentrazione di sali alcalini per cui vengono usate nella medicina popolare.

### Cucina
Qualche specie viene mangiata in insalata (solo le parti apicali) o cotta; ma si deve fare attenzione per la presenza di saponine.

### Giardinaggio
L'unica specie coltivata con una certa frequenza nel giardinaggio è la Stellaria graminea; per le sue eleganti foglie gialle viene utilizzata nella mosaicoltura o come pianta da bordura. In generale il “Centocchio” se coltivato in giardino o in vaso non presenta particolari difficoltà. Deve essere sistemato in una zona semi – ombreggiante e va annaffiato molto spesso (il terreno deve risultare sempre umido). Si riproduce esclusivamente per seme. Alcune specie in un anno possono produrre oltre diecimila semi che (si dice) rimangono quiescenti, nel terreno, fino a 80 anni.